# Montes Carpatus

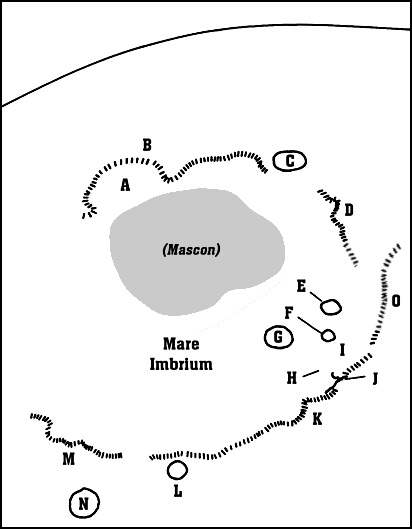
Mapa rejonu Mare Imbrium; Montes Carpatus oznaczone są literą M (na dole po lewej)

Montes Carpatus – pasmo gór znajdujących się na Księżycu wzdłuż południowego brzegu Mare Imbrium. Współrzędne selenograficzne wynoszą ☾ 14,5°N 24,4°W/14,500000 -24,400000. Formacja ma średnicę około 361 km. Nazwa pochodzi od nazwy Karpaty, odnoszącej się do łańcucha górskiego położonego w środkowej Europie.
Ten poszarpany łańcuch górski zasadniczo rozciąga się od wschodu na zachód. Zachodni kraniec zaczyna się w pobliżu krateru T. Mayer, chociaż kilka niskich grzbietów zatacza łuk na północ do krateru Euler. Przy wschodnim krańcu znajduje się szeroka szczelina, gdzie Mare Imbrium na północy łączy się z Mare Insularum na południu. Po wschodniej stronie tej szczeliny zaczynają się Montes Apenninus, inny łańcuch górski który skręca na północny wschód.
Większa część tego pasma składa się z serii szczytów i wzniesień, rozdzielonych przez doliny, przez które płynęły strumienie lawy. Żaden ze szczytów nie otrzymał własnej nazwy, chyba że zaliczyć do nich Mons Vinogradov leżący na zachód od krateru Euler. Powierzchnia na północ od gór jest prawie płaska, urozmaicona tylko przez sporadyczne grzbiety lub mniejsze kratery.
Obszar na południe od gór jest nieco bardziej nierówny, chociaż także pokryty strumieniami lawy. Około 100 km na południe leży znany krater Kopernik, którego nieregularny zewnętrzny wał sięga prawie do podnóży Montes Carpatus. Godnym uwagi jest również mniejszy krater Gay-Lussac przylegający do południowej części pasma.